# Chapelle-Voland
Chapelle-Voland és un municipi francès situat al departament del Jura i a la regió de Borgonya - Franc Comtat. L'any 2007 tenia 607 habitants.

## Demografia

### Població
El 2007 la població de fet de Chapelle-Voland era de 607 persones. Hi havia 244 famílies de les quals 72 eren unipersonals (40 homes vivint sols i 32 dones vivint soles), 72 parelles sense fills, 76 parelles amb fills i 24 famílies monoparentals amb fills.
La població ha evolucionat segons el següent gràfic:
Habitants censats

### Habitatges
El 2007 hi havia 370 habitatges, 259 eren l'habitatge principal de la família, 90 eren segones residències i 21 estaven desocupats. 362 eren cases i 6 eren apartaments. Dels 259 habitatges principals, 229 estaven ocupats pels seus propietaris, 17 estaven llogats i ocupats pels llogaters i 13 estaven cedits a títol gratuït; 19 tenien dues cambres, 42 en tenien tres, 80 en tenien quatre i 118 en tenien cinc o més. 201 habitatges disposaven pel capbaix d'una plaça de pàrquing. A 123 habitatges hi havia un automòbil i a 107 n'hi havia dos o més.

### Piràmide de població
La piràmide de població per edats i sexe el 2009 era:
| Homes | Edats   | Dones |
| ----- | ------- | ----- |
| 0     | 95 o +  | 0     |
| 4     | 90 a 94 | 4     |
| 0     | 85 a 89 | 4     |
| 4     | 80 a 84 | 4     |
| 24    | 75 a 79 | 24    |
| 16    | 70 a 74 | 28    |
| 32    | 65 a 69 | 32    |
| 28    | 60 a 64 | 4     |
| 8     | 55 a 59 | 12    |
| 12    | 50 a 54 | 28    |
| 12    | 45 a 49 | 8     |
| 16    | 40 a 44 | 12    |
| 28    | 35 a 39 | 32    |
| 4     | 30 a 34 | 16    |
| 20    | 25 a 29 | 4     |
| 8     | 20 a 24 | 8     |
| 24    | 15 a 19 | 12    |
| 24    | 10 a 14 | 32    |
| 4     | 5 a 9   | 24    |
| 12    | 0 a 4   | 8     |

## Economia
El 2007 la població en edat de treballar era de 324 persones, 241 eren actives i 83 eren inactives. De les 241 persones actives 223 estaven ocupades (126 homes i 97 dones) i 18 estaven aturades (7 homes i 11 dones). De les 83 persones inactives 46 estaven jubilades, 20 estaven estudiant i 17 estaven classificades com a «altres inactius».

### Ingressos
El 2009 a Chapelle-Voland hi havia 254 unitats fiscals que integraven 595 persones, la mediana anual d'ingressos fiscals per persona era de 15.304 €.

### Activitats econòmiques
Dels 21 establiments que hi havia el 2007, 1 era d'una empresa alimentària, 3 d'empreses de fabricació d'altres productes industrials, 5 d'empreses de construcció, 5 d'empreses de comerç i reparació d'automòbils, 1 d'una empresa financera, 1 d'una empresa immobiliària, 3 d'empreses de serveis i 2 d'empreses classificades com a «altres activitats de serveis».
Dels 5 establiments de servei als particulars que hi havia el 2009, 1 era un taller de reparació d'automòbils i de material agrícola, 2 paletes, 1 guixaire pintor i 1 fusteria.
Dels 2 establiments comercials que hi havia el 2009, 1 era una botiga de més de 120 m² i 1 una botiga de menys de 120 m².
L'any 2000 a Chapelle-Voland hi havia 65 explotacions agrícoles que ocupaven un total de 2.112 hectàrees.

## Equipaments sanitaris i escolars
El 2009 hi havia una escola elemental.

## Poblacions més properes
El següent diagrama mostra les poblacions més properes.